# SpVgg Dietesheim
Die SpVgg Dietesheim (offiziell: Sportvereinigung Dietesheim E.V.) ist ein Sportverein aus Mühlheim am Main im Landkreis Offenbach. Die erste Fußballmannschaft spielte in den 1980er Jahren sieben Jahre lang in der damals drittklassigen Oberliga Hessen.

## Geschichte
Der Verein wurde im Jahre 1945 als kollektiver Nachfolgeverein aller Dietesheimer Turn- und Sportvereine gegründet. Dreißig Jahre nach der Vereinsgründung stiegen die Fußballer in die Landesliga Hessen-Süd auf, mussten allerdings 1978 wieder absteigen. Nach dem sofortigen Wiederaufstieg sicherte sich die Mannschaft im Jahre 1981 durch einen 2:1-Sieg im Entscheidungsspiel gegen den VfB 06 Großauheim die Meisterschaft und den damit verbundenen Aufstieg in die Oberliga Hessen. In der Oberliga etablierte sich die Mannschaft schnell und musste nur in der Saison 1984/85 lange um den Klassenerhalt zittern. Ein Jahr später erreichten die Dietesheimer mit Platz vier ihren sportlichen Zenit. 
Die Mannschaft fiel schnell ins Mittelfeld zurück und musste 1988 nach einer 0:4-Entscheidungsspielniederlage gegen den VfL Marburg wieder in die Landesliga absteigen. 1994 stieg die Sportvereinigung auch aus der Landesliga ab. Nach einem kurzen Landesligagastspiel in der Saison 1996/97 verpassten die Dietesheimer im Jahre 2003 die Rückkehr in die Landesliga, als sie in der Relegation an TSF Usingen/Bad Homburg scheiterten. Im Jahre 2010 kehrten die Dietesheimer nochmal für ein Jahr in die nunmehr Verbandsliga genannte zweithöchste hessische Spielklasse zurück. Von 2011 bis 2016 spielte Dietesheim in der Gruppenliga Frankfurt Ost, anschließend bis 2024 in der darunter liegenden Kreisoberliga Offenbach, bevor der Klub erneut in die Gruppenliga Frankfurt Ost aufstieg.

## Persönlichkeiten
| - Michael Grünewald | - Florian Hartherz | - Maurice Paul | - Reinhard Stumpf |